# Pudin de Navidad

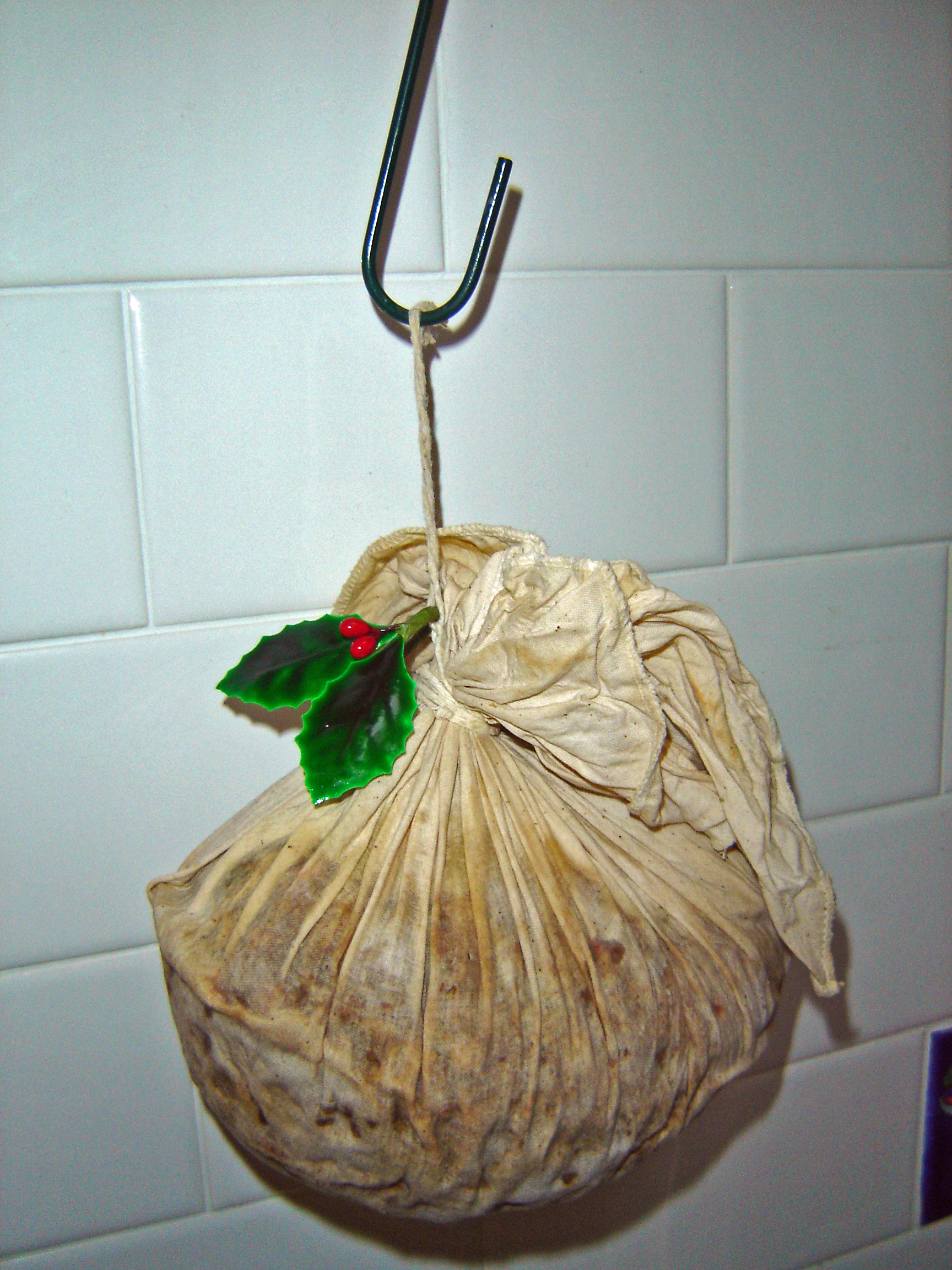
Christmas pudding se suele dejar secar colgado de un gancho durante semanas para reforzar su sabor. Este pudding ha sido preparado con un paño de la forma tradicional en lugar de una palangana.

Un pudin de Navidad (en inglés: Christmas pudding) es un postre tradicional de las Navidades, que conserva su popularidad en la cocina de Gran Bretaña e Irlanda, incluso en Año Nuevo. Se dice que tiene sus orígenes en Inglaterra, a veces es conocido como plum pudding, se refiere a todos los pudding en los que se encuentra fruta seca entre los ingredientes.

## Características

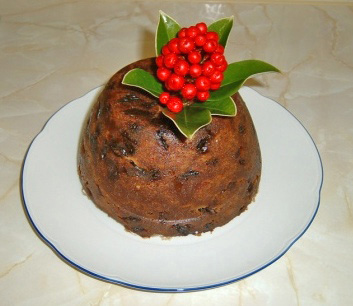
Christmas pudding.

Se dice que tiene sus orígenes en los purés condimentados y servidos durante la cena hasta encontrar su forma tradicional de ser un budín muy generoso de 13 ingredientes. Aunque muchas familias tienen su propia receta para elaborar el pudding durante la Navidad; por regla general los más orgullosos son los que tienen recetas traspasadas de generación en generación. Esencialmente la receta reúne lo que tradicionalmente se entiende como ingredientes caros o de lujo, en particular los dulces y especias que son tan importantes en el desarrollo de delicioso de aroma claramente distintivo.
El 'Christmas pudding' se trata de un pudding elaborado con otros ingredientes y servido en Navidades, con una cantidad abundante de frutas secas y frutos secos, que tradicionalmente se elaboraba con sebo de vaca, el pudin suele tener una apariencia oscura - en efecto negra - como resultado de los procesos existentes con los azúcares y otras melazas, y a su largo periodo de cocinado (Reacción de Maillard), prefiriéndose la inmersión en agua o la cocción al vapor. La mezcla puede ser remojada en zumos de frutas a veces cítricos (limón, naranja, etc), brandy y otros alcoholes (algunas recetas hablan de cerveza negra tales como mild, stout o incluso porter). En Perú algunas familias emplean pisco en su lugar.[cita requerida] Para su elaboración de forma tradicional los 'Christmas pudding' se han colgado en trapos (trapo de pudding) en su versión sumergida en agua (como un gran dumpling) durante el tiempo de cocción, el trapo substituye al molde porque tiene una propiedad inversa al de una estameña que serviría de filtro. Sólo durante el siglo XX es cuando se ha empleado una palangana para realizar la cocción, continuando la preferencia de la cocción en agua en baño María a la cocción en seco.
Los preparativos de su elaboración se hacían antes de Navidades y podían llevar varias horas (el periodo puede ser abreviado mediante el uso de una olla a presión). Cuando se sirve el pudding se recalienta una vez más, y se suele aliñar con brandy para un flambeado, y servido con natillas.
La historia y arraigo del Budín de Navidad abarca desde su selección por el Rey Jorge I como un plato en su primera cena navideña en 1714, ser prohibido junto a los otros elementos navideños durante el puritanismo, y ser ampliamente conocido y aceptado por medio de la literatura navideña, especialmente A Christmas Carol escrita por Charles Dickens.